# Barbe de Boullongne
Barbe de Boullongne, född 1618, död 1685, var en fransk filantrop. Hon var gift med Louis d’Ailleboust, guvernör i Nya Frankrike 1648-51. Hon är särskilt känd för sitt gynnande och arbete för Hôtel-Dieu i Québec. 